# Something's Coming!
| Recensione | Giudizio |
| ---------- | -------- |
| AllMusic   |          |

Something's Coming! è un album del vibrafonista jazz statunitense Gary Burton, pubblicato dalla casa discografica RCA Victor Records nel maggio del 1964.

## Tracce

### LP
Lato A
1. On Green Dolphin Street – 4:04 (Ned Washington, Bronislau Kaper)
2. Melanie – 3:51 (Michael Gibbs)
3. Careful – 4:07 (Jim Hall)
4. Six Improvisatory Sketches – 5:04 (Michael Gibbs)

Lato B
1. Something's Coming (da "West Side Story") – 6:10 (Stephen Sondheim, Leonard Bernstein)
2. Little Girl Blue – 7:05 (Lorenz Hart, Richard Rodgers)
3. Summertime – 4:54 (DuBose Heyward, Ira Gershwin, George Gershwin)

## Musicisti
- Gary Burton – vibrafono
- Jim Hall – chitarra
- Chuck Israels – contrabbasso
- Larry Bunker – batteria

Note aggiuntive
- George Avakian – produttore, note retrocopertina album originale
- Registrazioni effettuate il 14-16 agosto 1963 al RCA Victor's Studio B di New York City, New York
- Bob Simpson – ingegnere delle registrazioni
- Harry Gittes – foto copertina album originale[3]